# اتین بولی
اتین بولی (انگلیسی: Étienne Boulay؛ زادهٔ ۱۰ مارس ۱۹۸۳) بازیکن فوتبال اهل کانادا است. 
از باشگاه‌هایی که در آن بازی کرده‌است می‌توان به نیویورک جتز اشاره کرد.